# Вулиця Дніпрової Чайки (Львів)
Вулиця Дніпрової Чайки — вулиця в Личаківському районі Львова, у місцевості Знесіння. Пролягає від вулиці Новознесенської до вулиці Ребета

## Історія та забудова
Вулиця виникла у складі селища Знесіння, не пізніше 1931 року отримала назву Коротка, у 1933 році перейменована на Передню. Сучасна назва — з 1993 року, на честь української письменниці Людмили Василевської.
Забудована одноповерховими будинками 1930-х років у стилі конструктивізм.